# Rhadinaea marcellae
Rhadinaea marcellae är en ormart som beskrevs av Taylor 1949. Rhadinaea marcellae ingår i släktet Rhadinaea och familjen snokar. Inga underarter finns listade i Catalogue of Life.
Denna orm förekommer med flera små populationer i östra Mexiko i bergstrakten Sierra Madre Oriental. Arten lever i regioner mellan 1000 och 1600 meter över havet. Den vistas i molnskogar. Rhadinaea marcellae rör sig på marken och den har främst salamandrar som föda. Honor lägger ägg.
Beståndet hotas av landskapsförändringar. Rhadinaea marcellae är sällsynt. IUCN kategoriserar arten globalt som starkt hotad.